# Zygophlebia subpinnata
Zygophlebia subpinnata är en stensöteväxtart som först beskrevs av Bak., och fick sitt nu gällande namn av Luther Earl Bishop och Barbara S. Parris. Zygophlebia subpinnata ingår i släktet Zygophlebia och familjen Polypodiaceae. Inga underarter finns listade.